# Mantidactylus zipperi
Mantidactylus zipperi är en groddjursart som beskrevs av Miguel Vences och Frank Glaw 2004. Mantidactylus zipperi ingår i släktet Mantidactylus och familjen Mantellidae. IUCN kategoriserar arten globalt som livskraftig. Inga underarter finns listade i Catalogue of Life.